# Patrizia De Blanck
Patrizia De Blanck (Roma, 9 novembre 1940) è un personaggio televisivo e socialite italiana.

## Biografia
Patrizia e Dario De Blanck sono figli di Lloyd Dario, ultima discendente della famiglia veneziana un tempo proprietaria del palazzo Ca' Dario, e dell'ambasciatore di Cuba S.E. Guillermo De Blanck y Menocal, nipote di Mario García Menocal (terzo presidente di Cuba) e Segretario di Stato durante la sua presidenza. Quando i rivoluzionari comunisti, guidati da Fidel Castro, andarono al potere, nazionalizzarono tutto il patrimonio della sua famiglia, incluse le ville e le piantagioni di canna da zucchero e tabacco. Tutta la sua famiglia è stata esiliata da Cuba.
Nel 1958 diventa una delle due vallette del programma televisivo Il Musichiere condotto da Mario Riva (ruolo in cui si alterna con Lorella De Luca, Alessandra Panaro, Carla Gravina, Patrizia Della Rovere, Marilù Tolo, Mimma Di Terlizzi e Brunella Tocci).
Nel 2002 torna in televisione, prendendo parte come ospite fissa a Chiambretti c'è su Rai 2 con Piero Chiambretti, mentre l'anno successivo è ospite fissa di Domenica in condotta da Paolo Bonolis. Nel 2005 partecipa come concorrente al reality show Il ristorante su Rai 1, mentre dal 2006 partecipa al programma radiofonico di Igor Righetti Il ComuniCattivo in onda su Radio 1 con la rubrica La classe non è acqua, trasgredire con bon ton.
Nel 2008 partecipa come concorrente alla sesta edizione del reality show L'isola dei famosi, venendo eliminata in semifinale con il 38% dei voti. Nello stesso anno ha pubblicato la sua autobiografia, A letto col diavolo. Nel 2011 interpreta se stessa, insieme alla figlia, nel cinepanettone Vacanze di Natale a Cortina. Negli anni successivi partecipa come opinionista ai programmi condotti da Barbara D'Urso: Pomeriggio Cinque e Domenica Live.
Il 14 settembre 2020 partecipa come concorrente alla quinta edizione del Grande Fratello VIP, venendo eliminata nella puntata del 23 novembre 2020.

## Dubbi sul sangue nobile
Durante la sua permanenza al Grande fratello, è emerso che lei non fosse realmente contessa di sangue, in quanto il giornalista Giangavino Sulas, durante una puntata di Live - Non è la d’Urso, dichiarò che nel 2005, la De blanck rilasciò un'intervista per il giornale "Oggi", dove lei stessa dichiarò che in realtà non fosse figlia biologica ma che venne adottata dal conte De Blanck, e che lei fosse figlia naturale della contessa Dario e del gerarca fascista Asvero Gravelli, tra l'altro figlio segreto di Benito Mussolini, quindi trapelò anche la notizia che Patrizia fosse la nipote del duce. Tuttavia lei in seguito ha sempre smentito tali accuse.

## Vita privata
Si sposò nel 1960 con l'aristocratico britannico Anthony Leigh Milne, matrimonio naufragato dopo pochi mesi perché il baronetto fu colto in flagrante adulterio con il suo migliore amico.
Fidanzatasi con Farouk El Chourbagi, assassinato nel 1964, fu chiamata a testimoniare in occasione dell'inchiesta e del processo per l'omicidio di quest'ultimo, noto alle cronache giudiziarie di quegli anni come il caso Bebawi.
Nel 1971 sposa in seconde nozze Giuseppe Drommi, console di Panama, da cui nel 1981 avrà una figlia, Giada. Si professa cattolica.

## Filmografia

### Cinema
- Parentesi tonde, regia di Michele Lunella – se stessa (2006)
- Vacanze di Natale a Cortina, regia di Neri Parenti – se stessa (2011)

### Televisione
- I Cesaroni, regia di Francesco Pavolini – serie TV, episodio 3x14, se stessa (2009)

## Programmi televisivi
- Il Musichiere (Programma Nazionale, 1958) – Valletta
- Chiambretti c'è (Rai 2, 2002-2003)
- Domenica in (Rai 1, 2003-2004)
- La sai l’ultima? VIP (Canale 5, 2004) – Concorrente
- Il ristorante (Rai 1, 2004-2005) – Concorrente
- L'isola dei famosi 6 (Rai 2, 2008) – Concorrente
- Grande Fratello VIP 5 (Canale 5, 2020) – Concorrente

## Opere
- Patrizia De Blanck, A letto col diavolo, in collaborazione con Matilde Amorosi, Roma, Curcio, 2008, ISBN 978-88-95049-38-0.
- Il 10 gennaio 2023 ha pubblicato con Teorema Edizioni musicali (distribuito da Giungla Records) un progetto di comunicazione ideato da Igor Righetti in chiave musicale intitolato “Vaffanvip” dedicato ai "morti di fama". Ha interpretato il brano assieme a Igor Righetti, l’influencer e social media manager Lorenzo Castelluccio, al cantautore Samuele Socci e al compositore Phil Bianchi.